# Утіка

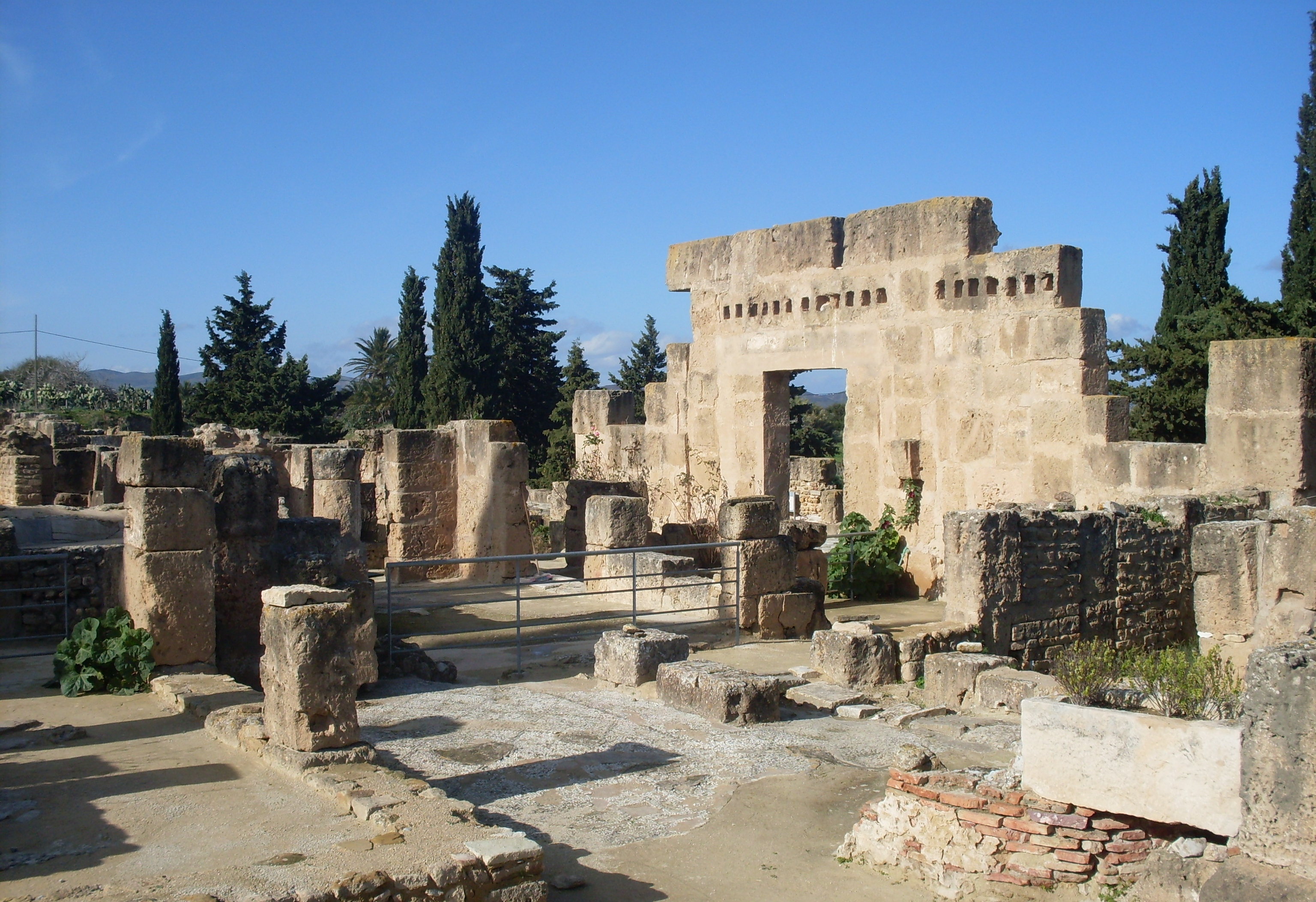

Уті́ка (фінік. , лат. Utica) — стародавнє місто у Північній Африці (руїни якого розташовані біля сучасного поселення Хеншир Бу-Шатер у Тунісі), у давнину — самостійне місто-держава.
Засноване біля 1100 р. до н. е. фінікійцями. Перша назва міста невідома, ім'я Утіка (фінікійською — «старе (місто)») воно швидше за все отримало лише після заснування Карфагена (назва якого фінікійською відповідно означає «нове місто»). Суперництво з сусідом завершилося на початку V ст. до н. е. входженням Утіки до складу карфагенської держави — із збереженням певної політичної автономії, але водночас із цілковитим підпорядкуванням господарським інтересам Карфагена.
Під час Третьої Пунічної війни підтримала римлян, і після руйнування Карфагена (146 р. до н. е.) була перетворена ними на столицю римської провінції Африка. Після будівництва Юлії Карфагенської поступилася цим статусом на її користь.
Остаточно занепала у II—III ст. внаслідок занесення міської гавані мулом від сусідньої річки Меджерда. У 439 р. Утіку захопив Гейзеріх, що включив її до складу свого Африканського королівства, у 534 р. — візантійці. У 698 р. місто було здобуте і остаточно зруйноване арабами.